# Celada del Camino
Celada del Camino es una localidad y un municipio situado en la provincia de Burgos, en la comunidad autónoma de Castilla y León (España), comarca de Alfoz de Burgos, partido judicial de Burgos, cabecera del ayuntamiento de su nombre. Perteneció al Can de Muñó. Tiene un área de 12,57 km² con una población de 102 habitantes (INE 2008) y una densidad de 8,11 hab/km².

## Geografía
Integrado en la comarca de Alfoz de Burgos, se sitúa a 24 kilómetros de la capital provincial. El término municipal está atravesado por la Autovía de Castilla A-62 entre los pK 24 y 27. 
El relieve del municipio se caracteriza por un terreno llano propio de la Submeseta Norte con algunos páramos y pequeñas elevaciones. Por el sur del municipio discurre el río Arlanzón. La altitud del municipio oscila entre los 924 metros en un páramo al noroeste (Llano del Páramo) y los 790 metros en la ribera del río. El pueblo se alza a 798 metros sobre el nivel del mar. 
| Noroeste: Tamarón      | Norte: Estépar | Noreste: Estépar |
| Oeste: Villaldemiro    |                | Este: Estépar    |
| Suroeste: Villaldemiro | Sur: Pampliega | Sureste: Estépar |

## Demografía
Celada del Camino cuenta con una población de 90 habitantes (INE 2024).
| Gráfica de evolución demográfica de Celada del Camino entre 1842 y 2021                                             |
| |
| Población de derecho según los censos de población del INE Población de hecho según los censos de población del INE |

| 1991 |  | 1996 |  | 2001 |  | 2004 |
| ---- |  | ---- |  | ---- |  | ---- |
| 104  |  | 92   |  | 91   |  | 99   |

## Historia
Poco sabemos de la historia de esta población. El documento más antiguo en el que se la menciona es del año 968 y aparece también nombrada en el Cartulario de Arlanza. 
Uno de los ayos del Rey Alfonso X el Sabio, llamado Garcí Fernández Sarmiento fue Señor de Celada y se sabe que crio al Rey durante algún tiempo en este pueblo.
Posteriormente Carlos V concedió derechos a la familia de los Castro, que tenían en Celada su palacio.
Felipe IV se hospedó en casa de D. Gonzalo Martínez de Velasco, al que concedió el título de Marqués de Celada.
Durante la Guerra Carlista, hacia 1833, los guardias de Corps atacaron el pueblo.
Así se describe a Celada del Camino en el tomo VI del Diccionario geográfico-estadístico-histórico de España y sus posesiones de Ultramar, obra impulsada por Pascual Madoz a mediados del siglo XIX:

Villa con ayuntamiento en la provincia, partido judicial, diócesis, audiencia territorial y capitanía general de Burgos (4 leguas); Situada en llano entre dos elevadas colinas; la una a la distancia de ½ legua y la otra ¼; está combatida por el viento N, el clima es frío y las enfermedades más comunes, tercianas. Tiene 80 casas, la consistorial en la que también se halla la cárcel, un palacio propio del marqués de Barrio, una escuela de primeras letras a la que concurren 30 niños, cuyo maestro está dotado con 40 fanegas de trigo, y una fuente a la salida de la población de riquísimas aguas para el surtido del vecindario; hay una iglesia parroquial bajo la advocación de San Miguel Arcángel, servida por 3 beneficiados, y una ermita dedicada a Santa Cristina, a la derecha del camino real para Burgos, la cual está sirviendo de pajar desde la guerra de la Independencia. Confina el término N Arroyo y Villavieja; E Estepar; S Velbiestre, y O Villaldemiro. El terreno es de buena e ínfima calidad, y lo fertilizan las aguas del río Arlanzón. Caminos: la carretera real de Valladolid a Burgos pasa por medio del pueblo, y se halla en regular estado, y la correspondencia se recibe de Pampliega 3 veces a la semana. Producciones: trigo, cebada y lino de muy buena clase; ganado yeguar y vacuno; caza de perdices y codornices, y pesca de barbos y truchas. Industria: la agrícola y un molino con dos ruedas. Comercio: extracción de granos. Población: 76 vecinos, 284 almas. Capital productivo: 947.300 reales. Imponible: 88.023. Contribución: 7.408 reales 16 maravedíes. Presupuesto municipal: asciende a 8.000 reales y se cubre con propios y arbitrios.
Diccionario geográfico-estadístico-histórico de España y sus posesiones de Ultramar

## Monumentos y lugares de interés

### Iglesia de San Miguel Arcángel
La iglesia parroquial es una construcción románico-ojival de estilo cisterciense, ampliada en el siglo XVI, con planta de cruz latina.
En el exterior destaca el ábside con forma de tambor y reforzado por seis contrafuertes. La portada, orientada al sur, es un cuerpo saliente con arco abocinado, con seis arquivoltas que arrancan de cuatro columnas cilíndricas con capiteles con forma de cabeza. Encima hay una hornacina con la estatua de San Miguel.
Junto a la portada hay un arcosolio ojival que debió servir para sepultura.
En el interior aunque la cabecera es románica, el resto tiene detalles protogóticos.
De las tres capillas que hay, una está dedicada al Santísimo Cristo, con una imagen del siglo XIV-XV; la capilla opuesta tiene una imagen de la Virgen sedente con el niño del siglo XIII. A continuación esta la capilla de la Virgen de la Parra, con bóveda de crucería y una escultura en piedra policromada de la Virgen de la Parra del siglo XIV.
En esta misma capilla hay un panteón en piedra, de un caballero y una señora yacentes con dos perros a los pies, disputándose un hueso. Se cree que fueron labradas y policromadas por Antón Pérez, de Carrión y que pertenecen, según dice la inscripción a D. Juan González de Celada y a su mujer Doña Mayor.
El retablo mayor data del siglo XVII-XVIII, dividido en tres zonas con tres compartimentos cada una. Destaca en el centro una imagen de San Miguel matando al dragón.